# Sinha Danse
Sinha Danse  est une compagnie de danse canadienne créée en 1991 par le chorégraphe Roger Sinha, établie à Montréal.
Elle se donne pour objectif de développer un langage chorégraphique qui vise à explorer les frontières entre les cultures, ainsi que les modes d'expression et de communication prédéfinis par celles-ci.

## Historique
Roger Sinha, directeur artistique, chorégraphe et danseur, fonde Sinha Danse en 1991. Depuis, la compagnie a créé plus d’une trentaine de pièces. Son parcours chorégraphique débute avec Burning Skin (1992). Plusieurs collaborations s’ensuivent et en 1996, Roger Sinha reçoit le Bonnie Bird Choreography Fund afin d'appuyer la conception d’une chorégraphie destinée à la Transitions Dance Company du Laban Center de Londres.
Toujours en 1996, à la demande du Winnipeg Contemporary Dancers, Roger Sinha crée Benches. Le programme double Loha/Thok est présenté pour la première fois en 2002. Le spectacle occupa la scène de l'Agora de la Danse pour sept représentations, dans le cadre de sa programmation de 2001-2002. En 2005, Thok est nommé pour le prix Dora Mavor Moore à Toronto. Loha est le fruit d'une collaboration avec la chorégraphe canadienne Natasha Bakht. Leur duo le plus récent, Thread, est présenté 2007. Apricot Trees Exist, un sextet créé en 2004, est au programme de l’Agora de la Danse pour huit représentations.
Roger Sinha a récemment développé  un intérêt pour l’art vidéo ainsi que pour les nouvelles technologies. Cette passion s’exprime dans le solo Zeros and Ones (2008), à travers l’utilisation du film et de technologies interactives. En 2009, Zeros and Ones, Quebasian Rhapsody et Burning Skin ont été présentées en Inde lors d’une tournée de cinq villes (Bangalore, Ahmedabad, New Dehli, Kolkata et Sattal).
En 2008, Sinha est invité à co-chorégraphier la pièce Tono, dirigée et créée par Sandra Laronde, directrice artistique de Red Sky Performance, une compagnie établie à Toronto qui vise à connecter diverses cultures indigènes du monde. Tono a été sélectionnée pour le festival Luminato à Toronto en 2009 ainsi qu’aux Jeux olympiques de Pékin en 2008 et de Jeux olympiques de Vancouver en 2010. Elle a récemment été présentée dans le cadre de l’exposition mondiale à Shanghai en mai 2010.
En marge de sa carrière de chorégraphe, Roger Sinha s’est dernièrement mis à la réalisation. Son premier court métrage, The Barber of Bengalore, est entièrement tourné en Inde. Son deuxième vidéo, Hater 'n Baiters: The Culture Collision, a gagné le vote du public du concours Racines de Radio Canada International en avril 2010. Il y parle du racisme qu'il a subi lorsqu'il a déménagé de Londres pour vivre à Saskatoon étant jeune.

## Œuvres
- 1992 : Burning Skin
- 1996 : Benches
- 2000 : Loha
- 2002 : Thok
- 2004 : Apricot Trees Exist
- 2008 : Thread
- 2008 : Zeros and Ones
- 2011 : A Matter of Life and Breath

Vidéos
- 2008 : The Barber of Bangalore
- 2010 : Haters 'n Baiters: The Cultural Collision